# L'Ombre de Zorro (film)
Pour les articles homonymes, voir L'Ombre de Zorro.
Série
Zorro le vengeur
(1962)
Pour plus de détails, voir Fiche technique et Distribution.
L'Ombre de Zorro (titre original : L'ombra di Zorro) est un film franco-hispano-italien réalisé par Joaquín Luis Romero Marchent, sorti en 1962. Il est la suite de Zorro le vengeur (La venganza del Zorro) sorti la même année et réalisé par Joaquín Luis Romero Marchent.

## Fiche technique
- Titre original : L'ombra di Zorro
- Titre espagnol : Cabalgando hacia la muerte
- Titre français : L'Ombre de Zorro
- Titre anglais ou international : The Shadow of Zorro
- Réalisation : Joaquín Luis Romero Marchent
- Scénario : José Mallorquí, Joaquín Romero Hernández
- Photographie : Enrico Betti Berutto (version italienne), Rafael Pacheco
- Montage : Mercedes Alonso
- Décors : José Luis Galicia, Jaime Pérez Cubero
- Costumes : Paquita Pons
- Musique : Francesco De Masi (version italienne), Manuel Parada
- Son : Pietro Ortolani
- Producteur : Alberto Grimaldi (producteur), Attilio Tosato (producteur exécutif)
- Sociétés de production : Explorer Film '58, Produzioni Europee Associati (PEA), Copercines, Cooperativa Cinematográfica, Lesœur
- Société de distribution : Exclusivas Floralva Distribución S.A. (Espagne)
- Pays d'origine :  Italie,  Espagne,  France
- Langue : Italien, Espagnol
- Format : Couleur (Eastmancolor) — 35 mm — 2,35:1 (Dyaliscope) — Son : Mono
- Genre : Film d'aventure, Film d'action, Western
- Durée : 87 minutes
- Dates de sortie : 
  - Italie : 22 décembre 1962
  - Allemagne de l'Ouest : 31 mai 1963
  - Espagne : 14 juin 1963 (Madrid)
  - Danemark : 30 décembre 1963
  - France : 29 juillet 1964

## Distribution
- Frank Latimore : Don José de la Torre - El Zorro
- María Luz Galicia : María
- Paul Piaget : Dan
- Claudio Undari : Billy
- José Marco Davó : le gouverneur
- Jesús Tordesillas : Don Cesar delaTorre
- Mario Feliciani : McDonald
- María Silva : Irene
- José Marco : Olo
- Diana Lorys : Mestiza
- Raf Baldassarre : Chinto
- Marco Tulli : Tom Gray
- Juan Antonio Arévalo : Fernando
- Carlos Romero Marchent : Chema
- Sira Origo : l'épouse du gouverneur

## Accueil

### Box-office
Lors de sa sortie en France, le film a totalisé 623 105 entrées.